# Эксперименты Эванса и Бастиана по обнаружению языка у дельфинов
Эксперименты этологов Билла Эванса и Джарвиса Бастиана, целью которых было обнаружение языка у дельфинов. Проходили с 1964 по 1968 годы.

## Описание эксперимента
Пара дельфинов (четырехлетний самец Базз и трехлетняя самка Дорис) должны были сообщить один другому, в каком порядке нужно нажимать на педали, чтобы получить рыбу. Первоначально обоих дельфинов содержали вместе, и каждый из них научился нажимать левую педаль, если светящаяся лампочка начинала мигать, и правую, если она светилась стабильно. Затем их помещали в разгороженный пополам бассейн так, что они не могли видеть друг друга и общались лишь с помощью акустических сигналов. Лампочка была видна только одному из дельфинов, а педали были в обоих отсеках бассейна. Животные получали вознаграждение в том случае, когда оба нажимали на педали правильно. Успех, достигнутый дельфинами в тысячах испытаний, говорит об их способности передавать конкретную информацию, то есть о наличии у них языка.
Аналогичные опыты были проведены В. И. Марковым и сотрудниками с использованием модифицированной методики (см.: Zanin et al., 1990). Они подтвердили, что афалины могут координировать поведение друг друга во время опыта и передавать информацию либо о размере мяча (маленький — большой), либо о том, в каком положении его предъявляют (справа — слева).